# Dorsale di Broken

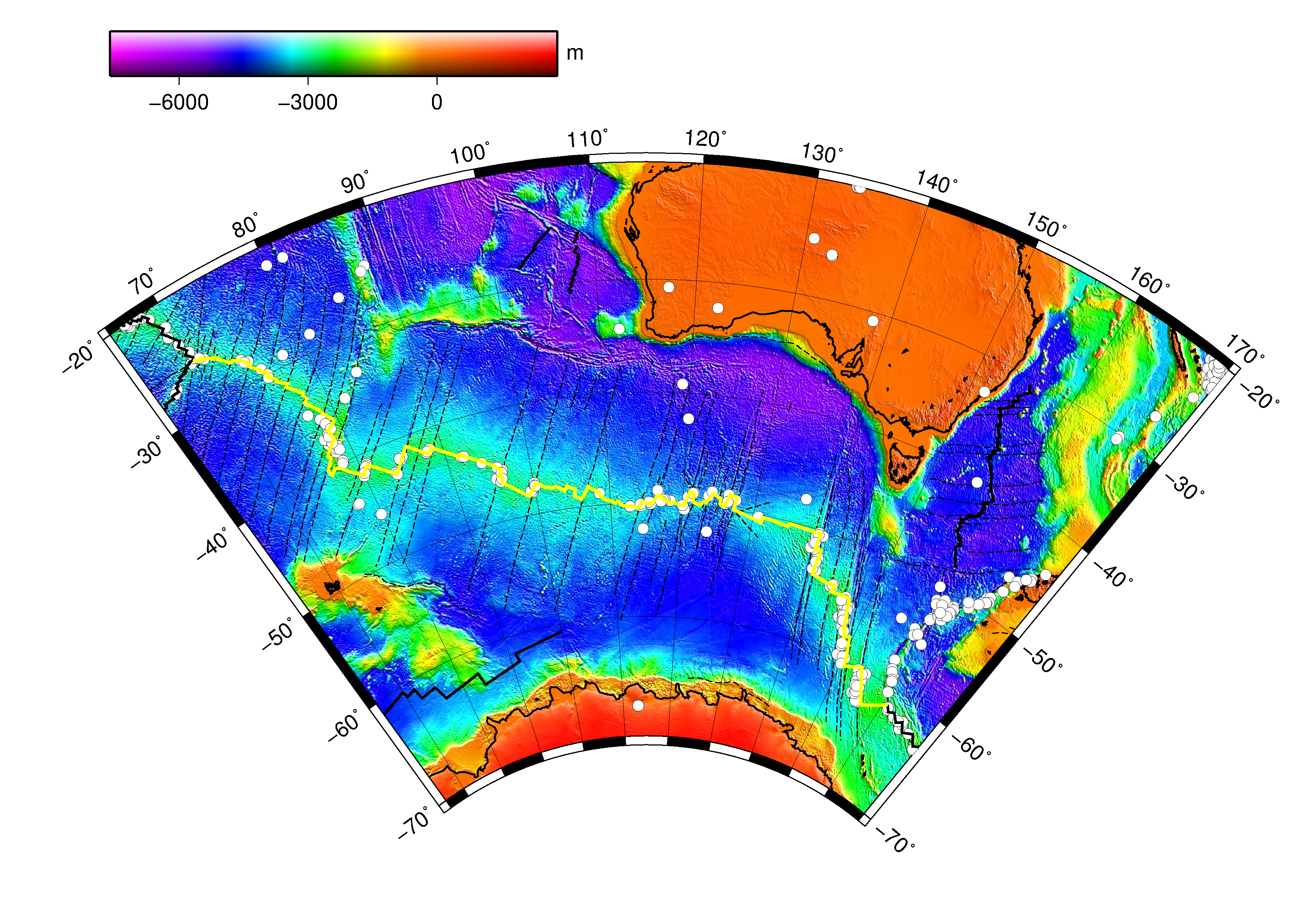
Mappa batimetrica della dorsale indiana sudorientale evidenziata in giallo; la dorsale di Broken è la parte in verde nel margine superiore sinistro.

La dorsale di Broken o plateau di Broken, è un plateau oceanico sottomarino situato nella parte sudorientale dell'Oceano Indiano.

## Caratteristiche
Anticamente il plateau di Broken formava una grande provincia ignea assieme al plateau delle Kerguelen. Quando l'Antartide e l'Australia cominciarono a separarsi, la dorsale di Broken e il plateau delle Kerguelen si trovarono divisi dalla dorsale indiana sudorientale. I basalti alcalini della dorsale di Broken sono stati datati a 95 milioni di anni fa.
La dorsale di Broken si estende per circa 1200 km dall'estremo meridionale della dorsale Novanta Est in direzione dell'estremità sudoccidentale dell'Australia. Raggiunge un'ampiezza di 400 km e una profondità di 1000 m al di sotto del livello del mare. Una scarpata di 3000 m lo separa a sud dalla fossa Diamantina, mentre sul versante nord il pendio digrada dolcemente verso le profondità abissali del bacino di Wharton. La coltre sedimentaria raggiunge gli 800  m e la discontinuità di Mohorovičić (Moho) si trova a circa 20 km di profondità. La dorsale di Dirck Hartog lo separa dal plateau Naturaliste.
La grande provincia ignea delle Kerguelen copriva un'area di 2,3×106 km² (0,89×106 mi²) che la rendeva la seconda più vasta provincia ignea sulla Terra dopo il plateau Ontong Java nell'Oceano Pacifico. Entrambe queste enormi provincie ignee si innalzano di 2–4 km al di sopra del fondale oceanico e hanno uno spessore crostale di 20–40 km (la crosta oceanica ha uno spessore medio attorno ai 7 km). La dorsale di Broken e il plateau delle Keguelen sono ora separati di 1800 km. Al tempo della loro frammentazione, il fianco meridionale della dorsale di Broken si alzò di circa 2000 m raggiungendo il livello del mare.